# Venetian Village
Venetian Village est une census-designated place située dans le comté de Lake, dans l’État de l’Illinois, aux États-Unis. Sa population s’élevait à 2 826 habitants en 2010.

## Source
- (en) Cet article est partiellement ou en totalité issu de l’article de Wikipédia en anglais intitulé « Venetian Village, Illinois » (voir la liste des auteurs).

1. ↑  (en) « Profile of General Population and Housing Characteristics: 2010 Census Summary File 1 (DP-1), Venetian Village CDP, Illinois » [archive du 13 février 2020], sur https://factfinder.census.gov, U.S. Census Bureau (consulté le 16 janvier 2021)